# Edward Tylor
Edward Burnett Tylor est un anthropologue britannique né le 2 octobre 1832 à Camberwell et mort le 2 janvier 1917 à Wellington (Royaume-Uni). Il est le premier titulaire de la chaire d'anthropologie de l'université d'Oxford. 

## Biographie
Edward Tylor naît le 2 octobre 1832 à Camberwell, Royaume-Uni. Fils de Joseph Tylor et Harriet Skipper, il grandit dans une famille quaker fortunée, propriétaire à Londres d'une usine de laiton. Il se spécialise dans la culture.
Il fait ses études à Grove School House, Tottenham, mais en raison de la mort de ses parents, il n'obtient pas de diplôme universitaire. Après leur décès, il se prépare à aider à gérer l'entreprise familiale, mais ce projet est suspendu par des symptômes compatibles avec l'apparition de la tuberculose. On lui conseille de gagner des climats plus chauds et Tylor quitte l'Angleterre pour les États-Unis en 1855. Son voyage se poursuit ensuite à Cuba puis au Mexique. L'expérience s’avère décisive dans la trajectoire du jeune homme, éveillant un intérêt qui ne se démentira pas pour l'étude des cultures étrangères.
Au cours d’un trajet en bus dans les rues de La Havane, Taylor rencontre Henry Christy, un archéologue de confession quaker qui le convainc de l'accompagner à Mexico. Leur voyage commun stimule grandement l’intérêt naissant de Tylor pour l’anthropologie et la préhistoire.
Premier titulaire d'une chaire d'anthropologie à l'université d'Oxford en 1895, il proposa un traitement statistique des données ethnographiques afin de rechercher les corrélations entre les institutions. Souscrivant à la thèse évolutionniste en vogue à l'époque, il y intégra ses analyses de la religion et des mythes, perçus comme des survivances de l'état sauvage. Il est considéré aujourd'hui comme le fondateur de l'anthropologie britannique, il est notamment célèbre pour sa définition ethnologique de la culture. 

## Théories

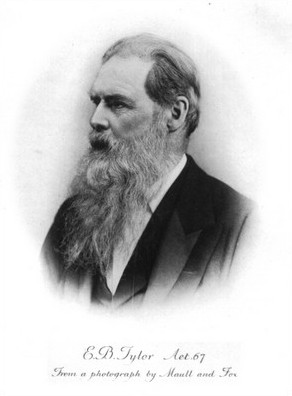
Edward Burnett Tylor

### Les stades
Il est le premier à aborder les faits culturels avec une visée générale et systématique. Avec son ouvrage Primitive Culture, il pose les prémices d'une autonomie de l'anthropologie sociale. Il y développe la théorie de l'animisme qui constitue selon lui le premier stade de la religion humaine. Elle tire son origine de l'expérience du rêve que fait chaque être humain, le poussant à dissocier le corps physique du corps psychique, donc à concevoir que l'être humain a une âme. Ainsi l'homme serait tenté d'attribuer cette même faculté à son environnement. Les objets, la nature disposant alors, eux aussi, d'une âme. Le second stade, pour Tylor, est constitué par le polythéisme, évolution logique selon lui, de l'animisme. Le dernier stade serait le monothéisme.

### Une nouvelle définition de la culture
D'après Tylor, la culture est un « ensemble complexe qui englobe les connaissances, les croyances, les arts, la morale, les lois, les coutumes, et tout autre capacité et habitude acquise par l’Homme en tant que membre d’une société ».
Tylor est novateur en ce qu'il considère la culture comme un fait universel, et se détache du sens français originel de culture comme marque de distinction, comme dans l'expression « un être cultivé ». C'est lui qui invente le sens anthropologique ou ethnologique de la notion de culture. La notion se rapproche ainsi de celle de civilisation. 
Il innove aussi en ne restreignant pas la possession d'une culture à certaines populations uniquement, comme les Blancs. Il insiste enfin sur le caractère acquis de la culture, ce qui n'était pas évident dans une société qui faisait de la nature une norme puissante. Il s'intéresse également aux fondements des civilisations.

### La question de la religion
Tylor fonde la distinction entre trois stades d'avancée religieuse. Dans le contexte de l'évolutionnisme, Tylor fait un découpage artificiel pour établir une classification des sociétés en fonction de leur religion. La première étant les pratiques magiques (qui seraient le signe d'une société primitive), la seconde serait une religion institutionnalisée, structurée et hiérarchisée socialement, et le plus haut stade de cette classification correspondrait enfin à la science dominante et à la rationalité cartésienne (considérée comme supérieure).

## Publications

### Livres
- Anahuac : or, Mexico and the Mexicans, Ancient and Modern, Londres, Longman, Green, Longman and Roberts, 1861 (lire en ligne)
- Researches into the Early History of Mankind and the Development of Civilization, Londres, John Murray., 1865 (lire en ligne)
- Primitive Culture, vol. Volume 1, Londres, John Murray., 1871 (lire en ligne)
- Primitive Culture, vol. Volume 2, Londres, John Murray, 1871 (lire en ligne)
- Anthropology an introduction to the study of man and civilization, Londres, Macmillan and Co., 1881 (lire en ligne)
- Scientific Papers and Addresses by George Rolleston, vol. Vol. I, Oxford, Clarendon Press, lx-lxv (lire en ligne), « Life of Dr. Rolleston »
- American Lot-Games as Evidence of Asiatic Intercourse Before the Time of Columbus, Leiden, E.J. Brill, 1896 (lire en ligne)
- Three Papers, Londres, Harrison and Sons (lire en ligne)

### Articles scientifiques
- « Phenomena of the Higher Civilisation: Traceable to a Rudimental Origin among Savage Tribes », Anthropological Review, vol. 5,‎ 1867, p. 303–314 (DOI 10.2307/3024922, JSTOR 3024922, lire en ligne)
- « Remarks on Japanese Mythology », The Journal of the Anthropological Institute of Great Britain and Ireland, vol. 6,‎ 1877, p. 55–60 (DOI 10.2307/2841246, JSTOR 2841246, lire en ligne)
- « Review of The Principles of Sociology »  (With Herbert Spencer), Mind, vol. 2,‎ 1877, p. 415–429 (JSTOR 2246921)
- « Remarks on the Geographical Distribution of Games », The Journal of the Anthropological Institute of Great Britain and Ireland, vol. 9,‎ 1880, p. 23–30 (DOI 10.2307/2841865, JSTOR 2841865, lire en ligne)
- « On the Origin of the Plough, and Wheel-Carriage », The Journal of the Anthropological Institute of Great Britain and Ireland, vol. 10,‎ 1881, p. 74–84 (DOI 10.2307/2841649, JSTOR 2841649)
- « Notes on the Asiatic Relations of Polynesian Culture », The Journal of the Anthropological Institute of Great Britain and Ireland, vol. 11,‎ 1882, p. 401–405 (DOI 10.2307/2841767, JSTOR 2841767)
- « Old Scandinavian Civilisation Among the Modern Esquimaux », The Journal of the Anthropological Institute of Great Britain and Ireland, vol. 13,‎ 1884, p. 348–357 (DOI 10.2307/2841897, JSTOR 2841897, lire en ligne)
- « On a Method of Investigating the Development of Institutions; applied to Laws of Marriage and Descent », Journal of Royal Anthropological Institute, vol. 18,‎ 1889, p. 245–272 (DOI 10.2307/2842423, JSTOR 2842423, lire en ligne)
- « Notes on the Modern Survival of Ancient Amulets Against the Evil Eye », The Journal of the Anthropological Institute of Great Britain and Ireland, vol. 19,‎ 1890, p. 54–56 (DOI 10.2307/2842533, JSTOR 2842533, lire en ligne)
- « The Matriarchal Family System », Nineteenth Century, vol. 40,‎ 1896, p. 81–96 (lire en ligne)
- « Remarks on Totemism, with Especial Reference to Some Modern Theories Respecting It », The Journal of the Anthropological Institute of Great Britain and Ireland, vol. 28,‎ 1899, p. 138–148 (DOI 10.2307/2842940, JSTOR 2842940, lire en ligne)
- « Professor Adolf Bastian: Born June 26, 1826; Died February 3, 1905. », Man, vol. 5,‎ 1905, p. 138–143 (JSTOR 2788004, lire en ligne)

### Traductions en français
- Edward Tylor (trad. de l'anglais par Pauline Brunet), La civilisation primitive [« Primitive Culture »], vol. 1, Paris, C. Reinwald et Compagnie des Libraires-Éditeurs, 1876, 1181 p. (lire en ligne)
- Edward Tylor (trad. de l'anglais par Pauline Brunet), La civilisation primitive [« Primitive Culture »], vol. 2, Paris, C. Reinwald et Compagnie des Libraires-Éditeurs, 1878, 602 p. (lire en ligne)
- Researches into the early history of mankind, 1865. Trad. en fr. sous le titre Recherche sur les débuts de l'histoire de l'humanité